# Induno Olona
Induno Olona ist eine italienische Gemeinde (comune) in der Provinz Varese in der Region Lombardei.

## Geographie
Die Gemeinde liegt etwa 4 Kilometer nordnordöstlich von Varese am Parco del Campo dei Fiori im Tal der Olona. Die Gemeinde gehört zur Comunità montana del Piambello und bedeckt eine Fläche von 12,45 km². Zu Induno Olona gehören die Fraktionen Broglio, Dardo, Frascarolo, Motta, Pezza, Pradasott, Olona, San Bernardino, San Cassano, San Paolo, San Pietro und San Salvatore. Die Nachbargemeinden sind Arcisate, Brinzio, Valganna und Varese.

## Geschichte
Mit der Invasion der gallischen Stämme in den Norden Italiens beginnt auch die Geschichte Induno Olonas. Für den kleinen Ortsteil Pezza lässt sich eine römische Besiedlung im 1. Jahrhundert vor Christus nachweisen.
Im 9. Jahrhundert schlugen die Langobarden das Dorf Castelseprio zu. Wahrscheinlich wurde unter der lombardischen Herrschaft der Torre Pezza (heute in Trümmern) und die Burg von Frascarolo gebaut. Für die folgenden Jahrhunderte ging es an die Pfarrkirche von Arcisate und an die Mailänder Kirche über. Im Jahr 1160, während der Invasion von Friedrich Barbarossa, nutzte der Erzbischof von Mailand, Oberto da Pirovano, die Burg von Frascarolo als Festung, um Varese vor einem Angriff von Como zu schützen. Induno Olona unterlag der spanischen Herrschaft. Unter der österreichischen Herrschaft war es der Provinz Varese unterworfen. Nach dem Ende der napoleonischen Regierung wurde es dem Bezirk Arcisate in der Provinz Como zugewiesen. 1827 wurde der erste Gemeinderat gewählt.
Nach der vorübergehenden Vereinigung der lombardischen Provinzen mit dem Königreich Sardinien wurde die Gemeinde Induno Olona mit 1.970 Einwohnern, die von einem fünfzehnköpfigen Gemeinderat und einem zweiköpfigen Stadtrat verwaltet wird, auf der Grundlage der durch das Gesetz vom 23. Oktober 1859 festgelegten Gebietsaufteilung in das Mandamento II von Arcisate, Bezirk II von Varese, Provinz Como, aufgenommen. Bei der Verfassung des Königreichs Italien im Jahr 1861 hatte die Gemeinde 2.132 Einwohner (Volkszählung 1861). Bis 1863 trug die Gemeinde den Namen Induno, danach wurde sie in Induno Olona umbenannt (Königlicher Erlass Nr. 1.192 vom 8. Februar 1863). Nach dem Gemeindegesetz von 1865 wurde die Gemeinde von einem Bürgermeister, einer Junta und einem Rat verwaltet.
Im Jahr 1867 wurde die Gemeinde in denselben Bezirk, Kreis und dieselbe Provinz aufgenommen (1867). Im Jahr 1924 wurde die Gemeinde in den Bezirk Varese der Provinz Como eingegliedert. Nach der Gemeindereform von 1926 wurde die Gemeinde von einem Podestà verwaltet. Im Jahr 1927 wurde die Gemeinde der Provinz Varese zugeschlagen. Im Jahr 1927 wurde die Gemeinde Induno Olona mit der Gemeinde Varese zusammengelegt (Königlicher Erlass Nr. 2247 vom 24. November 1927). Im 19. Jahrhundert wurde Induno Olona von einem landwirtschaftlichen Ort in eine Industriestadt verwandelt, dank der Anwesenheit des Flusses Olona, der sechs Fabriken versorgte; 1903 wurde die Valganna-Bahn in Betrieb genommen, die Induno mit Varese und Luino verband. Doch nach einem Referendum im Jahr 1949 erlangte sie ihre Autonomie am 25. Oktober 1950 wieder.

## Bevölkerung
| Bevölkerungsentwicklung | Bevölkerungsentwicklung | Bevölkerungsentwicklung | Bevölkerungsentwicklung | Bevölkerungsentwicklung | Bevölkerungsentwicklung | Bevölkerungsentwicklung | Bevölkerungsentwicklung | Bevölkerungsentwicklung | Bevölkerungsentwicklung | Bevölkerungsentwicklung | Bevölkerungsentwicklung | Bevölkerungsentwicklung | Bevölkerungsentwicklung | Bevölkerungsentwicklung |
| ----------------------- | ----------------------- | ----------------------- | ----------------------- | ----------------------- | ----------------------- | ----------------------- | ----------------------- | ----------------------- | ----------------------- | ----------------------- | ----------------------- | ----------------------- | ----------------------- | ----------------------- |
| Jahr                    | 1574                    | 1678                    | 1751                    | 1805                    | 1853                    | 1881                    | 1901                    | 1921                    | 1951                    | 1971                    | 1991                    | 2001                    | 2021                    |                         |
| Einwohner               | 620                     | 1.134                   | 1.286                   | 1.464                   | *1.961                  | 2.498                   | 2.465                   | 2.935                   | 4.224                   | 7.390                   | 9.816                   | 9.810                   | 10.254                  |                         |

- 1806 Fusion mit Arcisate, Brenno und Varese
- 1927 Fusion mit Varese

## Wirtschaft und Verkehr
Induno Olona liegt an der Staatsstraße 344 sowie an der Staatsstraße 233. An der Bahnstrecke Varese–Porto Ceresio besteht in Induno Olona ein Bahnhof. Im Ortschaft Olona befinden sich neben einander sowohl die italienische Produktionsstätte des Schweizer Schokoladenherstellers Lindt & Sprüngli, als auch die Angelo Poretti Brauerei, eine historische Fabrik im Jugendstil, die heute zur dänischen Gruppe Carlsberg gehört.

## Sehenswürdigkeiten

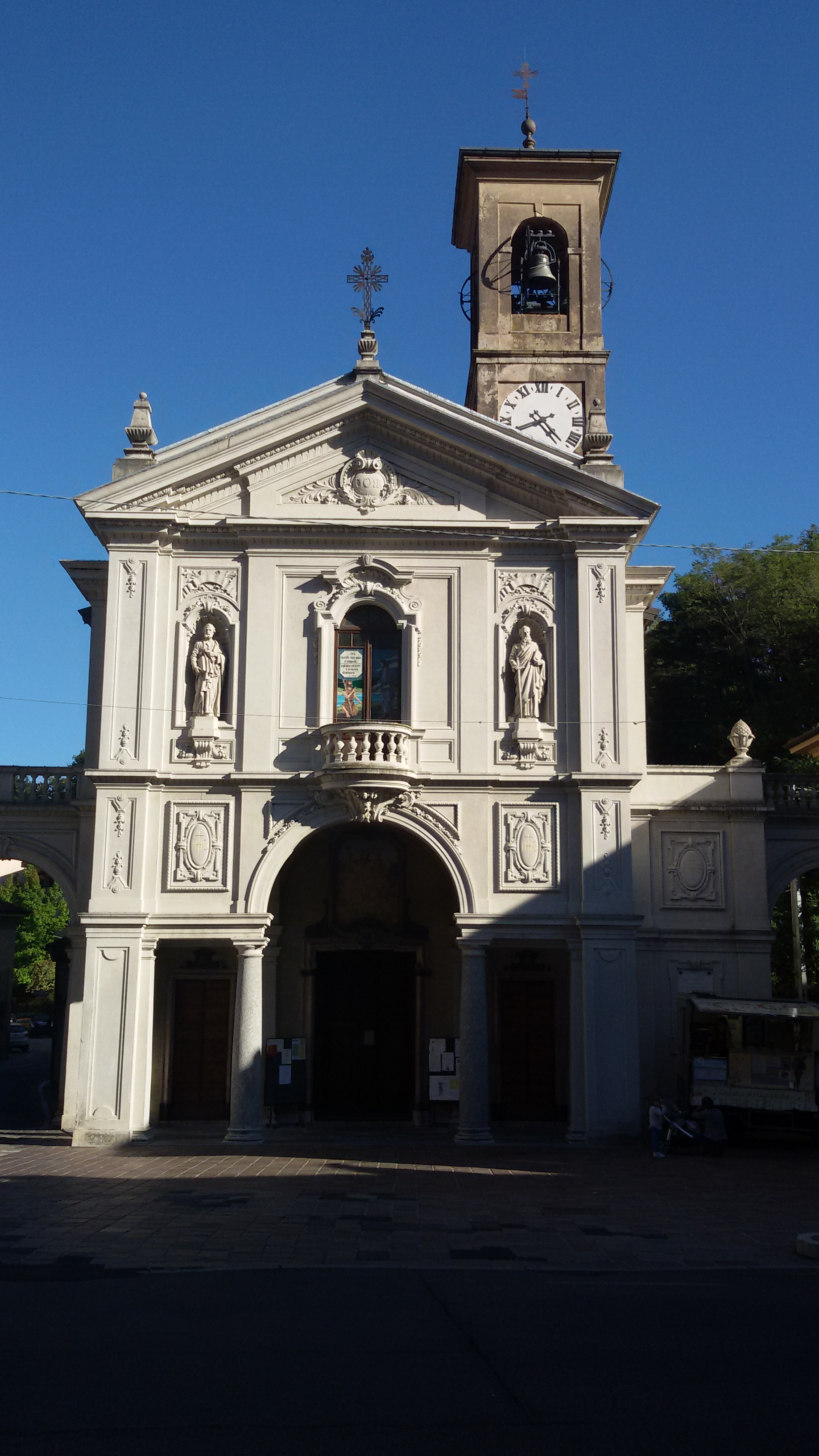
Pfarrkirche San Giovanni Battista
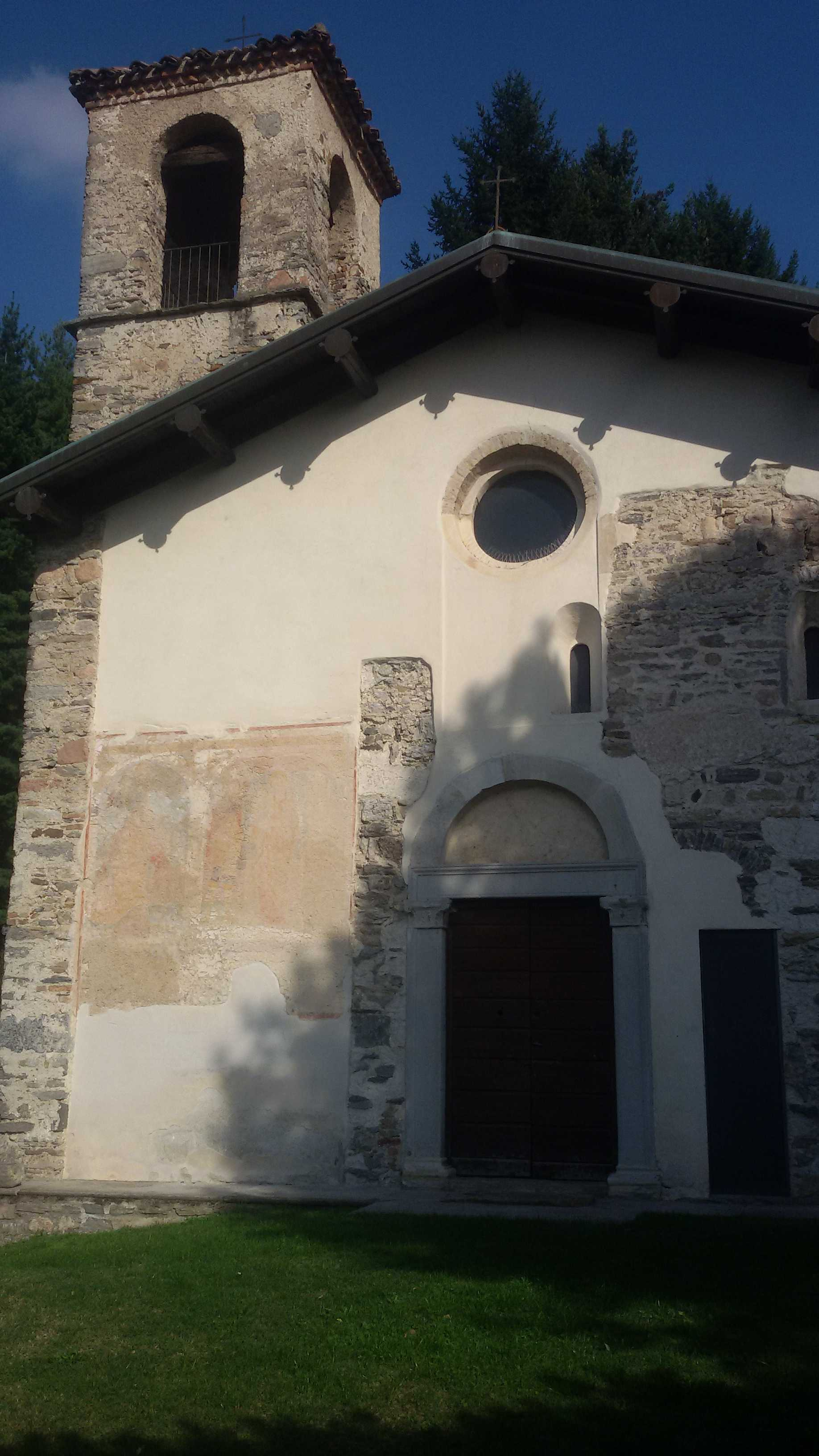
Oratorium San Pietro in Silvis mit Fresken (15. Jahrhundert)
- Wallfahrtskirche Madonna di San Bernardino
- Kirche Santi Re Magi
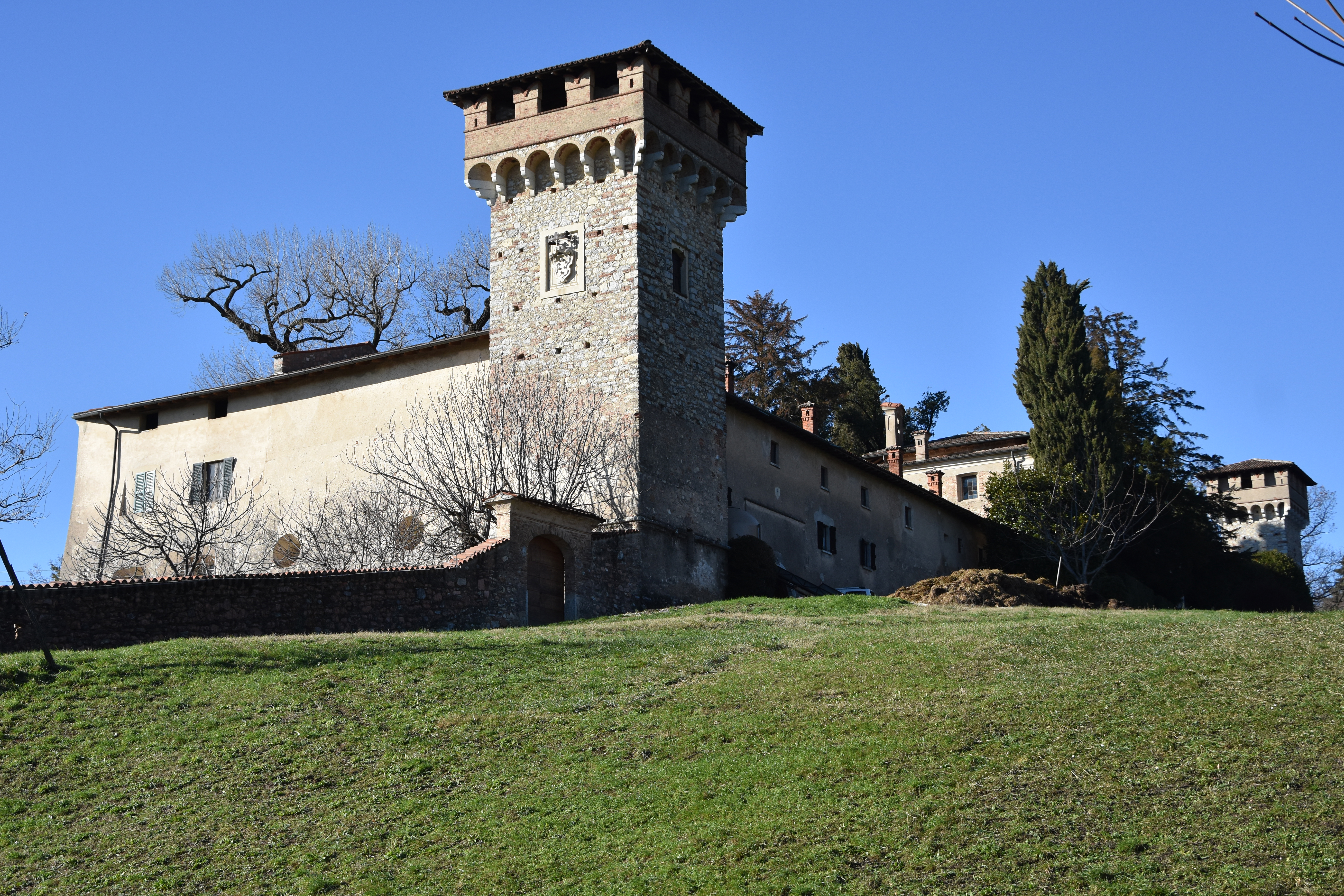
Schloss Frascarolo
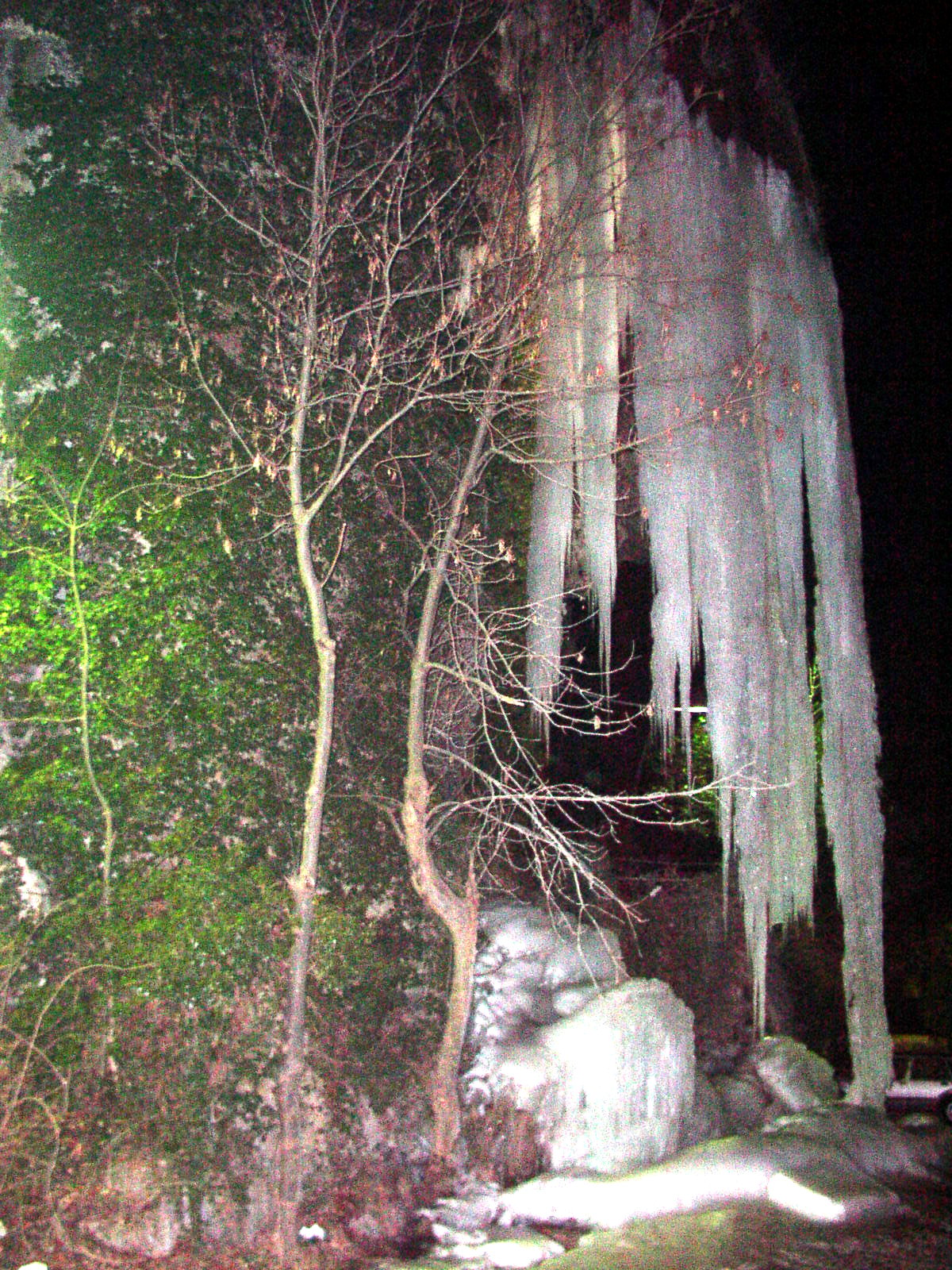
Wasserfall in Valganna

- Pfarrkirche
 San Giovanni Battista
- Oratorium
San Pietro in Silvis
- Schloss Frascarolo
- Wasserfall in Valganna

## Persönlichkeiten
- Luigi Ganna (1883–1957), Radrennfahrer
- Carlo Maciachini (1818–1899), Architekt
- Ermenegildo Castiglioni (1812–1896), Patriot
- Gerolamo Comi, (1831–1909), Priester
- Gaetano Crugnola (1850–1910), Ingegneur, Schriftsteller
- Arturo Ferrarin (1895–1941), Flieger
- Giampiero Leoni (* 1943), Arzt, Psychiater